# Drosophila dispar
Drosophila dispar är en tvåvingeart som beskrevs av Bryant Mather 1955.

## Taxonomi
Drosophila dispar ingår i släktet Drosophila och familjen daggflugor.

## Utbredning
Artens utbredningsområde är Australien.